# إلتون سانتياغو دوس سانتوس ليرة
إلتون سانتياغو دوس سانتوس ليرة هو لاعب كرة قدم برازيلي في مركز الدفاع، ولد في 21 سبتمبر 1986 في ساو باولو في البرازيل. لعب مع زاغويمبيه لوبين وزبرويوفكا برنو ونادي كورينثيانز.